# Johannes Liebrecht
Johannes Liebrecht (* 1970) ist ein deutscher Rechtswissenschaftler und Professor an der Universität Zürich.

## Leben
Von 1993 bis 2000 studierte er als Stipendiat der Studienstiftung des deutschen Volkes und der Gerda Henkel Stiftung in Freiburg im Breisgau bei Karl Kroeschell und Ernst-Wolfgang Böckenförde. Nach dem ersten juristischen Staatsexamen und Assistenz bei Ernst-Wolfgang Böckenförde 2001 war er von 2007 bis 2013 wissenschaftlicher Mitarbeiter am Max-Planck-Institut für ausländisches und internationales Privatrecht. Nach der Promotion 2013 an der Universität Regensburg bei Reinhard Zimmermann war er von 2013 bis 2019 wissenschaftlicher Referent am Max-Planck-Institut für ausländisches und internationales Privatrecht. Nach der Habilitation 2018 an der Bucerius Law School, venia legendi für Bürgerliches Recht, Deutsche und Europäische Rechtsgeschichte vertrat er im Wintersemester 2018/2019 den Lehrstuhl für Bürgerliches Recht, Wettbewerbs- und Immaterialgüterrecht, Medien- und Informationsrecht an der Universität Göttingen. Seit 2019 ist er Extraordinarius für Rechtsgeschichte an der Universität Zürich.
Seine Forschungsschwerpunkte sind Privatrecht, Rechtsgeschichte und Rechtstheorie. Er ist Mitglied der Vereinigung für Verfassungsgeschichte.
2014 erhielt er den Hermann Conring-Preis.

## Schriften (Auswahl)
- Brunners Wissenschaft. Heinrich Brunner (1840–1915) im Spiegel seiner Rechtsgeschichte. Frankfurt am Main 2014, ISBN 978-3-465-04220-4.
- Fritz Kern und das gute alte Recht. Geistesgeschichte als neuer Zugang für die Mediävistik. Frankfurt am Main 2016, ISBN 3-465-04288-3 (Volltext online (PDF; 1,6 MB))
- Die junge Rechtsgeschichte. Kategorienwandel in der rechtshistorischen Germanistik der Zwischenkriegszeit. Tübingen 2018, ISBN 3-16-156546-0.